# Sans contrefaçon
(Mylène Farmer in Sans contrefaçon)
Sans contrefaçon è il primo singolo del album Ainsi soit je... della cantautrice francese Mylène Farmer pubblicato il 16 ottobre 1987. La traccia è una delle canzoni simbolo della rossa, ed è diventata col tempo inno del pubblico omosessuale francese per il testo ambiguo (il ritornello dice: "Senza inganno / io sono un ragazzo") e libertino. Nel video Mylène Farmer interpreta un ambiguo Pinocchio che s'innamora del proprio babbo.
Il singolo vende più di 700 000 copie in Francia ed è la traccia che vanta, insieme a Désenchantée e Rêver 4 esibizioni live in 5 delle tournée della Farmer.

## Versioni ufficiali
1. Sans contrefaçon (Album Version) (4:09)
2. Sans contrefaçon (Single Version) (3:49)
3. Sans contrefaçon ("Les Mots" Version) (4:20)
4. Sans contrefaçon (Boy Remix) (5:49)
5. Sans contrefaçon (Girl Remix) (4:24)
6. Sans contrefaçon (J.C.A. Remix) (5:56)
7. Sans contrefaçon (Live 89) (6:13)
8. Sans contrefaçon (Live 96) (4:22)
9. Sans contrefaçon (Live 06) (4:47)
10. Sans contrefaçon (Live 09) (4:09)

## Lista di artisti che hanno cantato una cover del brano
- Patricia ("Listen To Your Heart" Versione Inglese (1996)
- Les enfoirés [in un medley] (2000)
- Mr Popicide (2001)
- Vincent Delerm (2003)
- Lorie (2003)
- Julie Zenatti (2003)
- Armens (2003)
- Les Savoiseries (2005)
- Ina Ich (2007)
- Pilarsky (2008)
- Olkan (2010)
- Shy'm (2012)
- Christophe Willem (2012)
- Florian (2013)
- Les Fatal Picards (2013)